# Elecciones provinciales del Chaco de 1962
Las elecciones generales de la provincia del Chaco de 1962 tuvieron lugar el 18 de marzo con el objetivo de elegir al gobernador para el período 1962-1966 y a 15 de los 30 miembros de la Legislatura Provincial. Al momento de su realización, el peronismo estaba proscrito e impedido para presentarse a elecciones. Sin embargo, el presidente Arturo Frondizi permitió la candidatura de candidatos neoperonistas por medio de otros partidos.
En ese contexto, el peronista Deolindo Felipe Bittel obtuvo una estrecha victoria contra las dos facciones de la Unión Cívica Radical (UCRI y UCRP) al obtener el 31.80% de los votos contra el 29.87% de la UCRI y el 24.78% de la UCRP. Sin embargo, debido a la rápida reacción negativa de las Fuerzas Armadas ante las victorias peronistas en todo el país, Frondizi se vio obligado a intervenir las provincias en las que ganó el peronismo, incluyendo Chaco, por lo que el 19 de marzo, al día siguiente, el resultado electoral fue suspendido por la intervención. Sin embargo, tales acciones no salvarían a Frondizi de ser derrocado en un golpe de Estado unos días más tarde.

## Resultados
|  | 32,60 % |

|  | 30,60 % |

|  | 25,30 % |

|  | 4,40 % |

|  | 2,80 % |

|  | 1,80 % |

|  | 1,20 % |

|  | 90,72 % |

|  | 9.28 % |

|  | 100 % |